# Игуманија Ефимија (Тополски)
Ефимија (Београд, 6. април 1965, рођена као Јасна Тополски) је српска игуманија, иконописатељица и сликарка. Једна је од најпознатијих монахиња Српске православне цркве и чланица Ладе — најстаријег уметничког удружења на Балкану.

## Биографија
Рођена је 1965. године у Београду, као Јасна Тополски. Њена мајка Нада била је професорка српског језика, а отац Владан — хидроинжењер, партизан и некада логораш. Детињство је провела на тениским теренима и на летњим курсевима језика у Енглеској. Како каже, слушала је Лед Цепелин и Ролинг стоунсе.
Када је дипломирала сликарство 1988. године у класи професора Војислава Тодорића, и 1991. завршила постдипломске студије на Факултету ликовних уметности, Јасна је годину дана провела у иконописачким радионицама манастира Бођани и Жича. Тада је одлучила да напусти Београд и да постане монахиња.
Ту одлуку донела је иако јој је сликарска каријера кренула узлазном путањом: учествовала је на неколико групних изложби, организовала две самосталне и добила неколико ликовних награда. Јасна је одабрала монашки живот упркос жељи оца да студира на Итону и саветима сликара Владе Величковића да мало научи француски и упише академске студије у Паризу.
Године 1992. отишла је у манастир Градац, где је најпре постала искушеница. Четири године касније узела је монашко име Ефимија, у част Свете великомученице Ефимије Свехвалне, а 1998. постала је игуманија, под духовним руковођењем архимандрита Јулијана (Кнежевића). Ефимија је по доласку затекла у манастиру само једну сестру, али је убрзо оформила сестринство од петнаестак монахиња, и истовремено уметничку колонију. Већина сестара имала је факултетске дипломе, због чега је Градац у народу био познат и као манастир за интелектуалце. Од 2016. до 2023. године била је игуманија у православном манастиру у француском градићу Ишону, да би од 2024. као игуманија прешла у новосаграђени манастир Попово поље код Брчког.
Осликала је иконостас српске православне цркве у Антверпену, цркве Светог Павла у Требињу, Саборне цркве у Шибенику, цркве Светог Луке у Београду, затим досликавала иконостас у манастирима Милешева и Градац.
Године 2012. у Галерији 73 одржала је самосталну изложбу под називом Мислим, тражим, чекам, а 2020. изложбу икона Свјетлости тиха у Парохијском дому Храма Светог Саве и изложбу колажа и цртежа Интимно и јавно.

У центар медијске пажње дошла је и 2017. године, изневши став о рађању и абортусу, који се косио са ставом црквених званичника и изјавом митрополита Амфилохија да Српкиње у својим утробама годишње побију више људи него Хитлер и Мусолини заједно. Наиме, Ефимија је рекла да нас Бог, из своје љубави, никада неће присилити ни на шта, па ни на рађање. 
| „ | Јер ми монаси, шта ми имамо да причамо о рађању. Ми смо се определили за један други живот, и немамо то искуство. | ” |

Гостовала је у емисијама Ниво 23, Агапе, Док анђели спавају и другима, а о њеном лику и делу редитељ Ивица Видановић снимио је 1999. године документарни филм, за који је добио награду на Фестивалу документарног и краткометражног филма у Београду. Сама Ефимија добила је награду за најбољи сценарио.
Њен рођени брат је новинар и колумниста Филип Родић.